# راي لاكسمي
راي لاكسمي هي ممثلة هندية، ولدت في 5 مايو 1989 في الهند.

## أعمال

### أفلام
- (2016) أكيرا

## وصلات خارجية
- راي لاكسمي على موقع IMDb (الإنجليزية)
- راي لاكسمي على موقع أول موفي (الإنجليزية)
- راي لاكسمي على موقع قاعدة بيانات الفيلم (الإنجليزية)